# 明頓鎮區 (密蘇里州霍爾特縣)
明頓鎮區（英語：Minton Township）是位於美國密蘇里州霍爾特縣的一個行政鎮區。

## 地方資料
明頓鎮區的面積為92.90平方千米，當中陸地面積為86.24平方千米，而水域面積為6.66平方千米。根據2020年美國人口普查的數據，當地共有人口91人，而人口密度為每平方千米0.98人。